# 克林格斯 (密歇根州)
克林格斯（英語：Klingers）是位於美國密歇根州聖約瑟夫縣斯特吉斯鎮區及懷特皮金鎮區的一個非建制地區。

## 地理
克林格斯所處的海拔為高於海平面262米（即860英呎），而該地所採用的時區為UTC-5，即北美东部時區（EST）。同時該地設有夏令時間，為UTC-5調快一小時，即UTC-4（EDT）。